# Швидше за кроликів
Швидше за кроликів (рос. Быстрее, чем кролики) — комедійний фільм, частково пародіює жанр фільму жахів. Створено «Квартетом І» за однойменним спектаклем 2005 року. Прем'єра фільму в Росії відбулася 1 січня 2014 року. Це четверта спільна робота режисера Дмитра Дьяченка і «Квартету І» після фільмів «День радіо», «Про що говорять чоловіки» і його продовження «Про що ще говорять чоловіки».

## Сюжет
Троє друзів після бурхливої вечірки прокидаються в абсолютно незнайомому місці в компанії незнайомих людей і намагаються зрозуміти, як вони тут опинилися, хто всі ці люди, і що насправді сталося напередодні…
Що роблять і про що говорять чоловіки в такій незвичній ситуації?

## Знімальна група

### Актори
- Леонід Барац
- Олександр Демидов
- Каміль Ларін
- Хаїт Ростислав Валерійович
- Кузнецова Катерина Олегівна
- Артем Смола
- Гришаєва Нонна Валентинівна
- Ігор Золотовицький
- Дмитро Дібров
- Валдіс Пельш

### Режисер
- Дмитро Дьяченко

### Продюсер
- Леонід Барац
- Хаїт Ростислав Валерійович

### Сценаристи
- Леонід Барац
- Сергій Петрейков
- Хаїт Ростислав Валерійович

### Оператор
- Сергій Дишук